# Ismail Ilgun
Ismail Ilgun (ook wel Ismail Ilgün) (Zaandam, 7 mei 1997) is een Turks-Nederlands youtuber, documentairemaker en ondernemer. Hij werd bekend door zijn vlogs vanuit de Zaandamse achterstandswijk Poelenburg waarin hij het straatleven toonde. In 2016 trokken zijn 'Hoodvlogs' veel rapfans naar aanleiding van een conflict met rapper Boef. Zijn vlogs kregen kritiek vanwege de overlast, zoals vandalisme en agressieve acties, die jongeren in enkele filmpjes lieten zien.

## Biografie
Ilgun is in Zaandam geboren en is van Turkse komaf. Hij groeide op zonder vader. Zijn scholing volgde hij op het Pascal College en op het roc Regio College. In 2013 begon hij met het maken van vlogs, waarop hij in het Engels grappen maakte en stunts deed. Voor de zomer van 2016 werd hij van school gestuurd omdat hij te vaak spijbelde.
In juli 2016 begon hij met 'Hoodvlogs' op YouTube waarbij hood verwijst naar de Zaandamse achterstandswijk Poelenburg. Hier filmde hij het leven om zich heen van vrienden en kinderen uit de buurt en daarnaast kwamen er gasten langs zoals het Youtubers-collectief Prankster en de rappers Scooby, Rambo, Jozo en Kippie Kopstoot. Vergelijkbaar met de Amerikaanse straatcultuur werd in de filmpjes straattaal gesproken en imponeergedrag getoond zoals opscheppen en met bankbiljetten wapperen. Een aantal vlogs lieten een agressieve sfeer zien: Nederlanders werden uitgescholden en met een pistool, boksbeugel en stroomstootwapen bedreigd (Hoodvlog #20), en iemand die een supermarkt verliet werd zonder aanleiding lastiggevallen en mishandeld (Hoodvlog #8).
Na ongeveer drie weken kwam op 2 oktober 2016 Hoodvlog #34 online waarin Ilgun op bezoek is bij Kees de Koning van het hiphoplabel Top Notch. Op 28 oktober tekende Ilgun een contract bij Top Notch. Productmanager David Koster zag in Ilgun "de stem van een generatie".
In 2017 maakte Ilgun gedurende zes maanden voor het Algemeen Dagblad de online-documentaireserie Achter Buurten over probleemwijken. In 2018 maakte hij de serie Vasten met Gasten, waarbij hij tijdens de ramadan te gast was bij bekende Nederlanders, en in 2019 een serie over bekeerlingen. Daarnaast was hij in 2018 te zien in het programma BN'ers in Therapie op RTL. In 2020 maakte hij, met Project Ismael, twee afleveringen waarin hij als documentairemaker op zoek ging naar het verhaal van drillrappers.

## Ophef en juridische vervolging
De 'Hoodvlogs' op YouTube trokken een steeds groter wordende groep jongeren aan, die voor overlast voor de ingang van de supermarkt Vomar zorgden en voor vandalisme elders in de wijk. Daarnaast was de politie in de vlogs het mikpunt van spot en treiterijen. Toen de media het onderwerp op 5 september 2016 oppakten, liep de overlast met de dag verder uit de hand. Nog diezelfde nacht werden twee auto's bij de supermarkt in brand gestoken en de avond erna stond een jongen op het dak van een politieauto. Vanaf 8 september kwam de wijk meer onder de aandacht van de landelijke media. Ilgun reageerde hier op door bijvoorbeeld een cameraploeg van Hart van Nederland de wijk uit te jagen. Het raadslid Juliëtte Rot, die de jongeren in Poelenburg enkele keren opzocht, werd door de jongeren uitgescholden en bespuugd. Op 9 september besprak premier Rutte het onderwerp in de ministerraad en betitelde de betrokken jongeren in zijn wekelijkse persconferentie als "tuig van de richel". Deze en een andere uitlating door de premier, vijf dagen eerder, leidden tot twee Kamer-debatten met de oppositie, op 13 september en op 21 september.
Op 12 september werden acht jongeren bij de hangplek opgepakt vanwege de overlast en de dag erop werd Ilgun gearresteerd wegens opruiing. Drie dagen later werd hij vrijgelaten met een gebiedsverbod en verplichte begeleiding door de reclassering. Verschillende jongeren kwamen onder toezicht van de politie of Bureau Jeugdzorg te staan. Een aanklacht wegens bedreiging van een raadslid werd door het Openbaar Ministerie geseponeerd. Het OM verweet Ismail Ilgun onder meer opruiing, belediging van het openbaar gezag en het opzettelijk aantasten van de eer of goede naam van anderen, maar ging niet over tot vervolging en sloot de zaak op voorwaarde dat Ilgun een vlog zou maken waarin hij de Poelenburgers zijn excuses aanbood. Dat deed hij, maar ontkrachtte dat later ook weer: enkele dagen na zijn vrijlating bood hij via zijn Facebook-pagina excuses aan en erkende hij dat hij fouten had gemaakt., maar later noemde hij zijn excuses "niet oprecht".

## Trivia
- De term 'treitervlogger' werd een soortnaam en werd gekozen tot Woord van het Jaar 2016.[28]